# 厄瓜多尔共产党—红太阳
厄瓜多尔共产党—红太阳（西班牙語：Partido Comunista de Ecuador - Sol Rojo，缩写为PCE-SR）是厄瓜多尔的一个非法的毛派政党和游击队组织。该党成立于1993年6月1日，并于成立当年宣布开展“人民战争”。1994年，号召暂时停战，专心积累力量。该党曾由“何塞洛同志”领导，何塞洛死于2022年11月6日 ，死前未公布其继任者。该党党员大都是“阿尔法罗活着，该死！”组织的前成员。该党认为其意识形态与秘鲁共产党 (光辉道路)接近。